# Neuilly-le-Vendin
Neuilly-le-Vendin ist eine französische Gemeinde mit 345 Einwohnern (Stand: 1. Januar 2022) im Département Mayenne in der Region Pays de la Loire; sie gehört zum Arrondissement Mayenne und zum Kanton Villaines-la-Juhel. Die Einwohner werden Noculéens genannt.

## Geographie
Neuilly-le-Vendin liegt etwa 37 Kilometer nordöstlich der Stadt Mayenne am Fluss Mayenne. Die Gemeinde gehört zum Regionalen Naturpark Normandie-Maine. Umgeben wird Neuilly-le-Vendin von den Nachbargemeinden Saint-Patrice-du-Désert im Norden und Nordosten, La Pallu im Nordosten und Osten, Saint-Calais-du-Désert und Couptrain im Osten, Saint-Aignan-de-Couptrain im Südosten und Süden, Javron-les-Chapelles im Süden, Madré im Südwesten sowie Saint-Ouen-le-Brisoult im Westen und Nordwesten.
Durch den Südwesten der Gemeinde führt die frühere Routes nationales 176 (heutige D176), die hier mit der Route nationale 807 identisch war.

## Bevölkerungsentwicklung
| 1962                       | 1968 | 1975 | 1982 | 1990 | 1999 | 2006 | 2019 |
| -------------------------- | ---- | ---- | ---- | ---- | ---- | ---- | ---- |
| 542                        | 453  | 415  | 398  | 403  | 426  | 364  | 345  |
| Quellen: Cassini und INSEE |      |      |      |      |      |      |      |

## Sehenswürdigkeiten
- Kirche Nativité-de-la-Sainte-Vierge, Ende des 19. Jahrhunderts erbaut

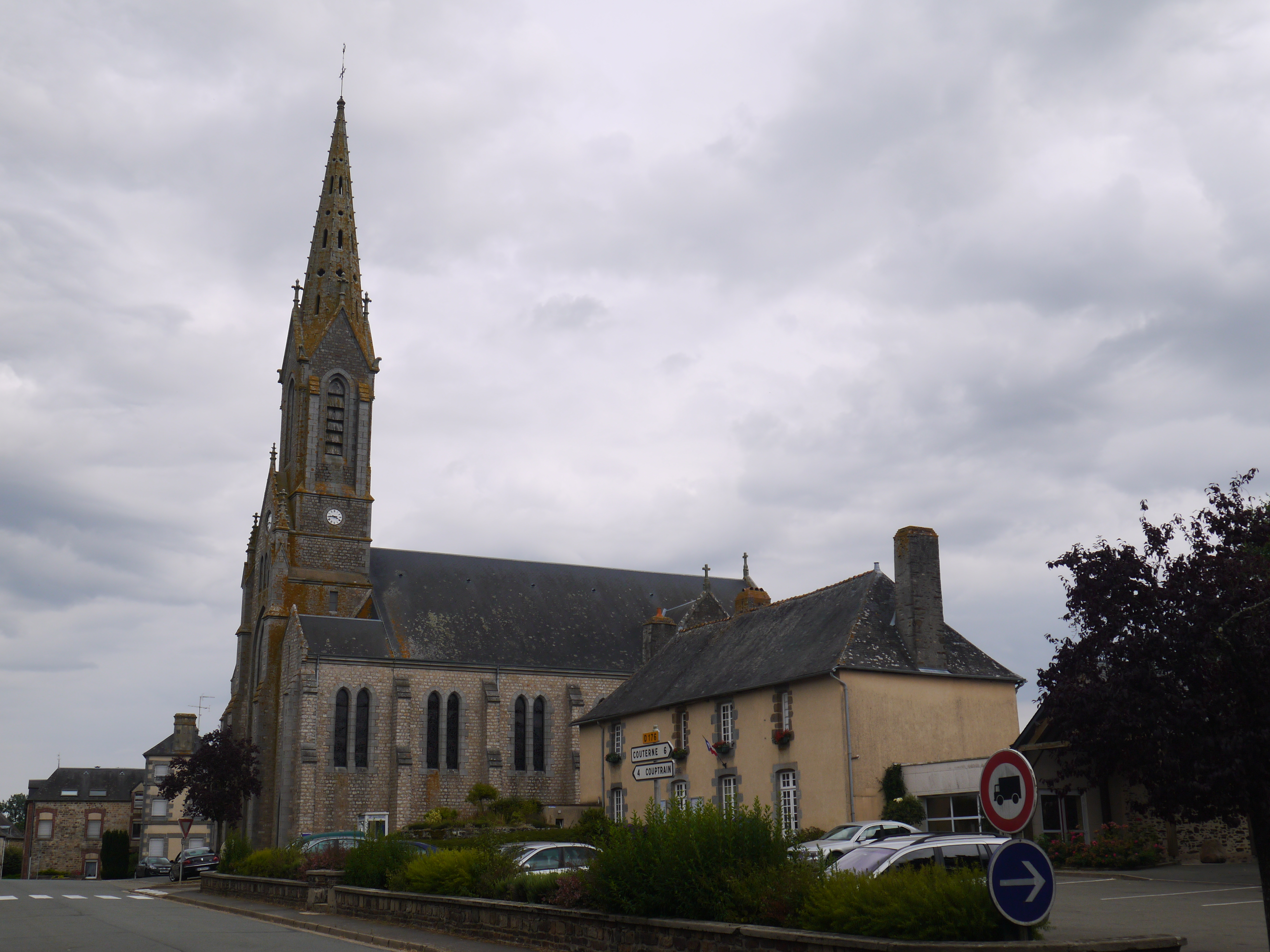
Kirche Nativité-de-la-Sainte-Vierge